# شکر دره
'قریه قلعه مرادبیگ روستایی در افغانستان است که در ولسوالی شکردره ولایت کابل موقعیت دارد.
جمعیت این ولسوالی در تاریخ ۱۴۰۰ تقریباً ۳۷۴،۲۹۵ نفر میباشد .
نزدیکترین همسایه این ولسوالی پروان است که در ۶۴ کیلومتری این ولایت هست .
شکردره در شمال شهر کابل موقعیت داشته و ولسوالی نسبتا کوهستانی هست. مرکز آن بازار شاه مردان بوده 